# Godofreu I de Namur
Godofreu I de Namur (nascut el 1068 i mort el 19 d'agost de 1139) fou comte de Château-Porcien de 1087 a 1102, i després comte de Namur de 1105 a 1139. Godofreu era fill d'Albert III, comte de Namur, i d'Ida de Saxònia. Es va casar cap a 1087 amb la comtessa Sibil·la de Château-Porcien, filla del comte Roger de Château-Porcien, amb la qual va tenir: 
- Elisabet, casada amb Gervasi de Rethel (- 1124), comte de Rethel; després es diu que amb Clarembald de Rosoy però aquest segon matrimoni no seria exacte, ja que els genealogistes donen per a esposa de Clarembald de Rosoy una Elisabeth de Rethel, filla de Gervasis de Rethel i d'Elisabet de Namur.
- Flandrina, casada amb Hug d'Epinoy o d'Antoing

El 1102, va esdevenir comte de Namur i va repudiar la seva esposa. Es va casar de nou el 1109 amb Ermesinda de Luxemburg (1075 - 1143), vídua d'Albert I de Dabo-Moha (mort el 1098), comte de Moha, d'Eguisheim i de Dabo (Dagbsburg), i filla de Conrad I, comte de Luxemburg, i de Clemència d'Aquitània, amb la qual tindrà cinc fills:
- Alix de Namur (1109 - 1168), casada el 1130 amb Balduí IV (1110 - 1171), comte d'Hainaut
- Clemència (vers 1112 - 1158), casada el 1130 amb Conrad I (- 1158) duc de Zahringen
- Enric IV de Luxemburg (1113 - 1196), comte de Namur (Enric I) i de Luxemburg (Enric IV)
- Beatriu (vers 1115 - 1160), casada a Itier (- 1171), comte de Rethel
- Albert (? - 1127), citat, al mateix temps que el seu germà Enric, en una carta del 7 de gener de 1126 (Barbier, Histoire de l'abbaye de Floreffe, vol. II, pàg. 4).

Durant la seva vida, Godofreu va ser un fidel partidari de l'emperador al Ducat de Baixa Lorena. El 1119, va sostenir el seu germà Frederic de Namur, bisbe de Lieja contra Alexandre de Juliers que sol·licitava igualment la seu episcopal. El comte de Lovaina, partidari d'Alexandre, va ser vençut a Huy, però els brabançons van assolar el comtat de Namur i el bisbat de Lieja retirant-se després
El 1121 Godefroi va fundar l'abadia de Floreffe, però va tenir baralles amb les autoritats religioses, espoliant l'abadia de Stavelot de les seves terres de Tourinne a l'Hesbaye. Va saquejar igualment l'abadia de Gembloux, de resultes d'un litigi en relació amb l'elecció de l'abat el 1136 i va massacrar els monjos. Tres anys més tard, va renunciar al comtat a favor del seu fill, i es va retirar al monestir de Floreffe. Hi va morir al cap d'alguns mesos.